# 伊予石城駅
伊予石城駅（いよいわきえき）は、愛媛県西予市宇和町岩木にある四国旅客鉄道（JR四国）予讃線の駅である。駅番号はU20。標高215 m。
毎年4月29日には当駅周辺で「宇和れんげまつり」が開催されるため、この日のみ特急「宇和海」が臨時停車する。

## 歴史
- 1945年（昭和20年）6月20日：運輸省によって開設[2]。
- 1970年（昭和45年）6月1日：貨物取扱廃止[2]。
- 1971年（昭和46年）11月8日：荷物扱い廃止[5]。駅員無配置駅となり[6]、簡易委託化。運転要員のみ継続として配置[7]。
- 1987年（昭和62年）4月1日：国鉄分割民営化により、JR四国の駅となる[2]。

## 駅構造
相対式ホーム2面2線有する地上駅で、2番のりば側が1線スルーの通過線（制限速度110km/h）となっている。但し、停車列車は駅舎に面した1番のりば（上下副本線）側を優先して使用する。
南予地域の駅は1線スルー化されていないケースが多いが、当駅は宇和盆地内の平坦且つ直線区間であり、ダイヤ上特急交換が多いことから減速によるタイムロスを極力抑えるため1線スルー化されている。
かつては駅前の商店で切符を販売する簡易委託駅であった。宇和れんげまつりの際は、駅前でJR職員による切符の臨時販売が行われる。

### のりば
| のりば | 路線    | 方向 | 行先                   | 備考         |
| ------ | ------- | ---- | ---------------------- | ------------ |
| 1      | ■予讃線 | 上り | 八幡浜・内子・松山方面 |              |
| 1      | ■予讃線 | 下り | 卯之町・宇和島方面     |              |
| 2      | ■予讃線 | 下り | 卯之町・宇和島方面     | 一部列車のみ |

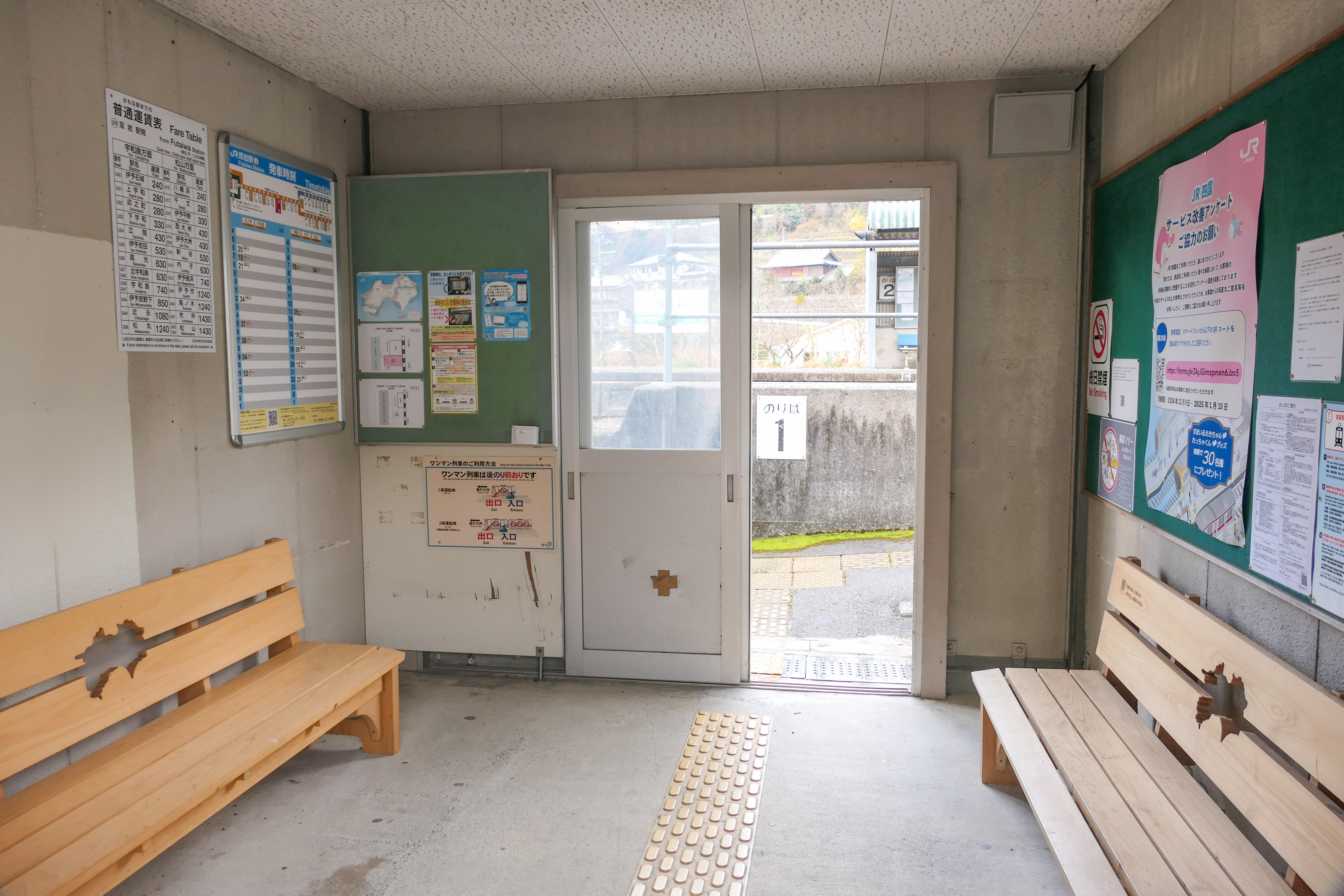
待合室（2025年1月）
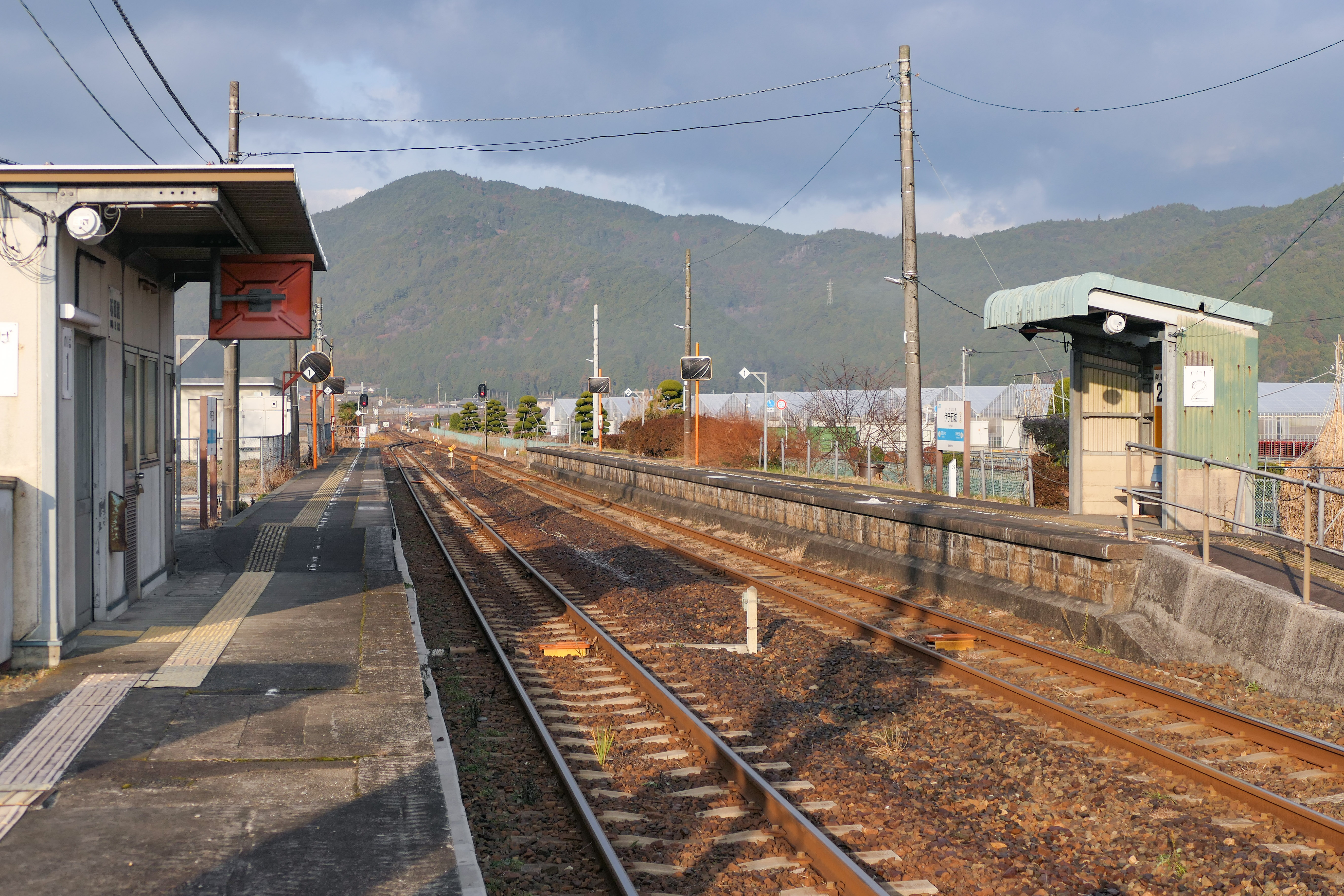
ホーム（2025年1月）
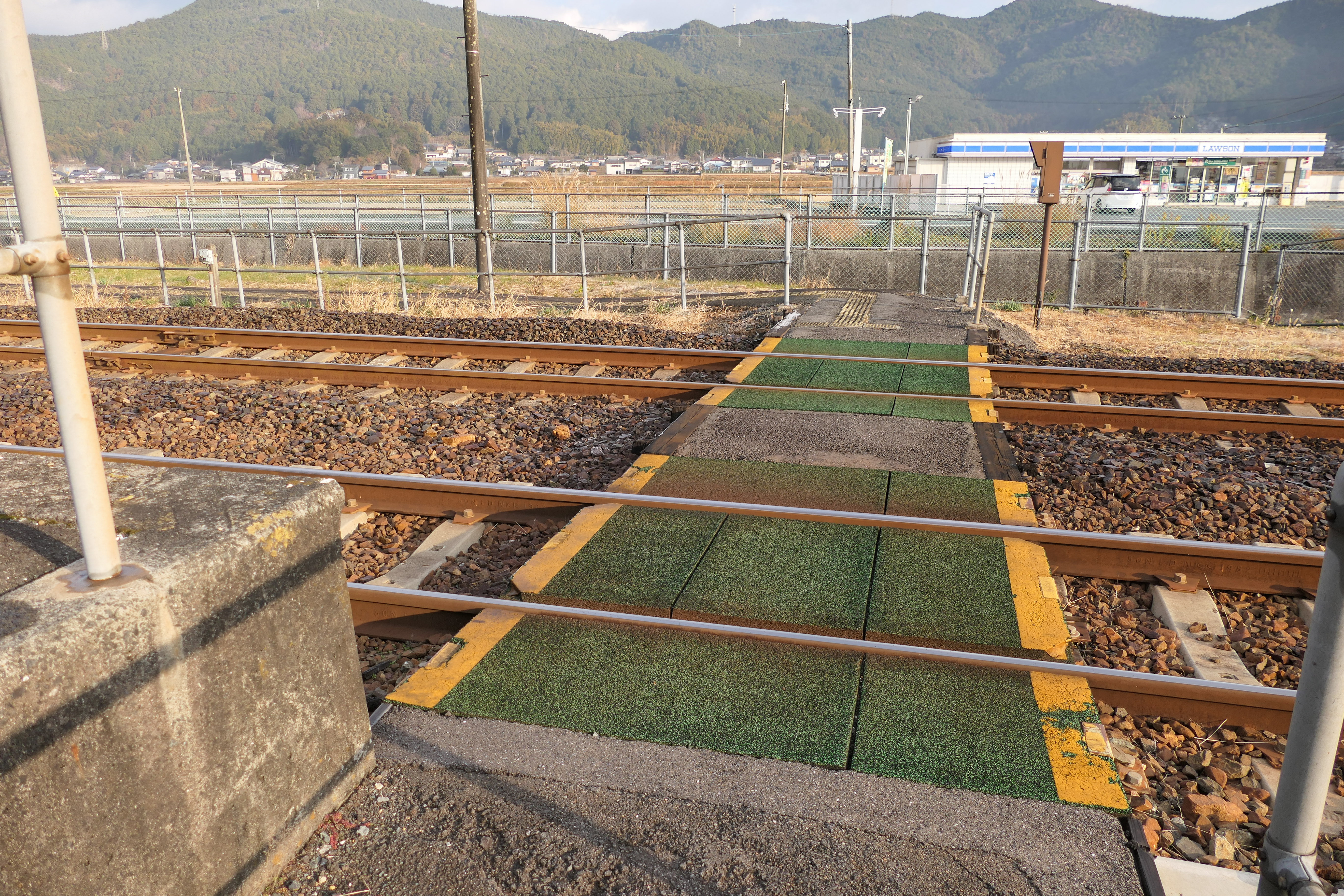
構内踏切（2025年1月）

## 利用状況
| 1日乗降人員推移 | 1日乗降人員推移 |
| 年度            | 1日平均人数     |
| --------------- | --------------- |
| 2011年          | 52              |
| 2012年          | 52              |
| 2013年          | 50              |
| 2014年          | 46              |
| 2015年          | 50              |

## 駅周辺
愛媛県道25号線沿いにある。駅北側には三瓶（）神社があり、10月第3日曜には例祭が催される。
- わらマンモスとわらぐろ群[10] - 「わらで作ったマンモスの親子と、わらで作ったお家」というアート作品（2017年春にリニューアル[11]）。
- 西予市立石城小学校
- 石城公民館
- 愛媛県道25号八幡浜宇和線
- 愛媛県道260号狭間上松葉線
- 愛媛県道261号伊予石城停車場線

## 隣の駅
四国旅客鉄道（JR四国）
■予讃線
双岩駅 (U19) - 伊予石城駅 (U20) - 上宇和駅 (U21)